# Karate Kid II: Mästarprovet
Karate Kid II: Mästarprovet (engelska: The Karate Kid, Part II) är en amerikansk film från 1986 regisserad av John G. Avildsen på ett manus av Robert Mark Kamen. Filmen hade biopremiär i USA den 20 juni 1986 och är uppföljaren till Karate Kid: Sanningens ögonblick från 1984. Ralph Macchio är tillbaka i huvudrollen som Daniel LaRusso och Pat Morita som Mr. Miyagi.

## Handling
Daniel är en ung man som följer med sin vän, mentor och karatetränare Mr. Miyagi till dennes hemby i Okinawa. Filmen kretsar kring Miyagis komplicerade förflutna, med brusten kärlek, rivalitet och hämnd, som nu hunnit ifatt honom. Samtidigt utvecklas en romans mellan Daniel och en jämnårig flicka på Okinawa. Över alltsammans svävar dock den gamla konflikten, som måste få sin upplösning.

## Rollista (i urval)
- Ralph Macchio – Daniel "Danny" LaRusso
- Noriyuki "Pat" Morita – Keisuke Miyagi
- Martin Kove – John Kreese
- Nobu McCarthy – Yukie
- Tamlyn Tomita – Kumiko
- Yuji Okumoto – Chozen
- Joey Miyashima – Toshio
- Marc Hayashi – Taro
- Danny Kamekona – Sato
- Tony O'Dell – Jimmy
- William Zabka – John "Johnny" Lawrence

## Om filmen
Filmmusiken är skriven av Bill Conti. Där ingår även den Oscars-nominerade låten "Glory of Love", framförd av Peter Cetera.